# Harionago
Une harionago (針女子), aussi appelée harionna (針女), est un yokai de la mythologie japonaise. 

## Étymologie
Son nom signifie littéralement « femme crochet » ou « femme aiguille ».

## Description et légende
L'harionago passe pour être une « belle femme aux cheveux extrêmement longs avec des pointes en forme d'épine » ou de barbelé qu'elle peut contrôler à sa guise. Hormis sa chevelure, il est à première vue impossible de la distinguer d'une jeune femme classique.
Elle s'attaque généralement à de jeunes hommes qu'elle rencontre la nuit dans les rues. Elle repère une proie, s'approche de l'homme en question et lui sourit, si ce dernier à le malheurs de lui rendre son sourire, elle l'attaque aussi tôt avec ses crochets. Elle le réduit en pièces et le dévore alors.
Selon certaines sources, un homme assez rapide pourrait théoriquement lui échapper en se réfugiant dans une maison assez proche avec une porte pouvant résister aux assauts du yokai. Ce dernier disparaitra à l'arrivée des premiers rayons du soleil.
La légende raconte qu'elle erre dans les rues de la préfecture d'Ehime sur l'île de Shikoku,.

## Origine de la légende
Cette légende aurait pour but de mettre en garde les jeunes hommes naïfs et de leur faire comprendre de ne pas approcher les inconnues tard dans la nuit, quand bien même il ne semble pas y avoir de danger.